# Protopterocallis pergandei
Protopterocallis pergandei är en insektsart som beskrevs av Bissell 1978. Protopterocallis pergandei ingår i släktet Protopterocallis och familjen långrörsbladlöss. Inga underarter finns listade i Catalogue of Life.